# 奧斯拉瓦尼

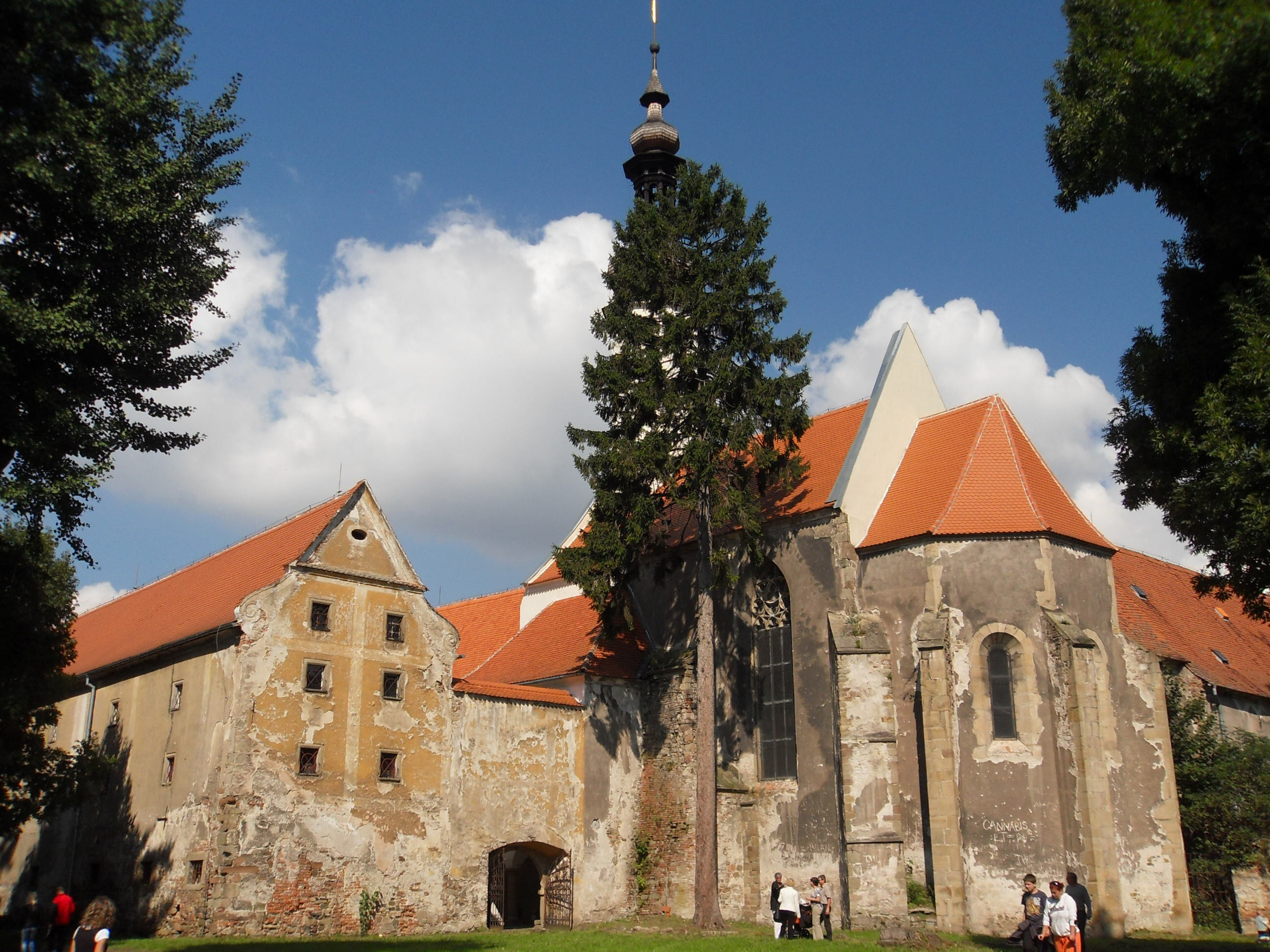

奧斯拉瓦尼是捷克的城鎮，位於該國南部，距離布爾諾約25公里，由南摩拉維亞州負責管轄，面積18.68平方公里，海拔高度230米，該地區自石器時代有人類居住，2005年人口4,560。

## 外部連結
- Official website （页面存档备份，存于）
- Infoportal website （页面存档备份，存于）